# Pierviviano Zecchini
Pierviviano Zecchini, detto anche Zecchinis (San Vito al Tagliamento, 2 ottobre 1802 – Chions, 18 giugno 1882), è stato uno scrittore italiano.

## Biografia
Pietro Viviano Angelo Maria Zecchini (o Zecchinis) nacque a S.Vito al Tagliamento il 2 ottobre 1802 da Francesco e Bernardina Menegazzi. Brevi notizie su di lui e sulla sua casata sono riportate da Ruggero Zotti nel suo scritto sulle famiglie notevoli di San Vito. Egli attese per naturale inclinazione e schietto spirito umanitario agli studi di medicina e chirurgia presso l'Ateneo padovano, dove si laureò nel 1825 con tesi di laurea intitolata Specimen novae methodus circa divisionem morborum qui manu curantur descriptum a PIETRO VIVIANO ZECCHINIS, forojuliense, ob lauream medico-chirurgicam referendam in Imp.R.Universitate Patavina anno MDCCCXXV, ex officina Sociorum Titulo Minerva.
La sua personalità si formò nella sensibilità per lo studio dell'uomo, nel gusto per il bello, nell'appassionato interesse per gli autori classici, nella salda dottrina scientifica e naturalistica, nella viva curiosità per ogni novità espressa dalle correnti del pensiero contemporaneo italiano ed europeo. "Fu amico -scrive lo Zotti (cit.)- di Giacomo Zanella, del Besenghi, del Ciconi, del Prati, dell'Aleardi, del Fusinato e di tutti gli spiriti infiammabili dell'osteria al Leon Bianco di Padova, parte integrante di quella società di giovani che alternavano più spesso la baldoria goliardica e la discussione politica allo studio".
Lo Zecchini esercitava la medicina da due anni quando, scoppiata la rivoluzione ellenica, partì per la Grecia per seguire il fratello Giambattista, due anni più giovane di lui, che si trovava già da alcuni anni a Corfù, dove, assai versato nelle scienze, aveva ottenuto il posto di assistente di Fisica all'università ionica. Privo di mezzi finanziari, non incontrò subito la fiducia dei superiori ellenici e dovette provvisoriamente accettare un posto di medico presso la famiglia del cavalier Mustoxidi, console a Salonicco. Solo più tardi ottenne la nomina di Capitano medico a servizio della flotta delle Isole Ionie. In Grecia ebbe modo di osservare e conoscere personalmente uomini e cose e di porre le basi per i numerosi scritti di argomento ellenico che videro la luce una volta tornato in patria. Nacque così l'amicizia con l'ammiraglio Miaoulis e l'opportunità di assistere ai gravissimi fatti dell'autunno 1831 a Tirinto, quando il conte Giovanni Capodistria, corcirese, ma educato a Venezia e presidente del governo provvisorio greco dal 1828, fu assassinato dai rivoluzionari, malcontenti per la severità della sua reggenza e le sue tendenze filorusse. Lo Zecchini raccolse in quelle circostanze le testimonianze della sua uccisione dalla viva voce di coloro che vissero il dramma e fu in quell'occasione chiamato a far parte del collegio di consultazione medica, costituito per svolgere le indagini sulla morte del Capodistria (Kapodistrias), eseguendone anche l'autopsia. Durante i frequenti spostamenti dovuti alla sua professione oltre che ad un interesse personale dei luoghi, lo Zecchini ebbe l'occasione di approfondire notizie attinenti alle molte figure che ricorrono nelle sue opere maggiori: i Quadri della Grecia Moderna e la tragedia storica in versi Lambro Zavella.
Nel 1832 egli doveva essersi stabilito nuovamente in Italia e già in disgrazia del governo austriaco, poiché nella Storia di Trieste del Tamaro si legge: "Nel 1832 era stato espulso dalla città Pier Viviano Zecchini, amico dell'Orlandini per il suo comportamento politico. Erano tutti e due della "Giovine Italia". Poco più indietro, nello stesso volume, dove l'autore ricorda le traversie del giornale "La Favilla", si legge: "Nel maggio del 1838, la censura postale intercettò una lettera che Pierviviano Zecchini mandava all'Orlandini: conteneva un canto dedicato alla Grecia e indicava le correzioni da fare per ovviare alla censura. Il Call, direttore della polizia, che invano aveva tentato di impedire la pubblicazione del foglio italiano, trasmise l'intercetto a Vienna e rilevò come la poesia, pur sembrando dedicata alla Grecia, lo fosse in realtà all'Italia. Si sfogò quindi contro il giornale, ricordando le sue inutili proteste del 1836. -Ciò che allora si suppose è avvenuto. Il giornale "La Favilla", mancando di materiali locali, per empire le sue colonne in modo attraente si è circondato di collaboratori nelle cui teste frullano idee di indipendenza e spregio per tutto ciò che è tedesco-".
Dal 1830 al 1846 fu medico condotto a Spilimbergo del Friuli, dove si era sposato, nel 1840, con una giovane del luogo, Francesca De Paoli; da lei ebbe quattro figli, Argentina, Alfonso, ed altri due figli che morirono in tenerissima età.
L'attività pubblicistica dello Zecchini esordì con la divulgazione di saggi medico-scientifici e con la stesura di articoli di impostazione giornalistica apparsi per lo più sulla stampa locale. Il Bacio, un'operetta definita dallo stesso autore "prosa d'amore", fu pubblicata a Udine nel 1837.
Nel marzo del 1841 si aprì un lungo carteggio con Niccolò Tommaseo, apparentemente motivato da ragioni pratiche legate allo smercio ed alla divulgazione delle opere di quest'ultimo attraverso le conoscenze dello Zecchini nella sua regione di appartenenza. Dopo un inizio di semplici resoconti delle vendite e dei profitti, la cronaca dello spaccio librario via via si arricchisce di un'amicizia reciproca spontanea e sincera, di scambi culturali, di confidenze. Ed è col Tommaseo che Zecchini sfoga la sua amarezza, quando si vede togliere di prepotenza dai notabili del paese il posto di medico condotto a Spilimbergo, alla fine del 1846. 
Nello stesso anno Zecchini vide tuttavia anche la pubblicazione della biografia del suo conterraneo, Anton Lazzaro Moro, e della sua tragedia in cinque atti, Lambro Zavella.
All'inizio del 1847 egli si trasferì a Venzone con la sua famiglia, sempre in qualità di medico condotto e ben presto la sua natura espansiva e la sua innata generosità gli valsero la stima ed il ben volere di tutta la popolazione. Il carteggio con il Dalmata proseguì  fino al 1848, quando i noti eventi storici fecero tacere la voce del Tommaseo ed impedirono allo Zecchini, che più volte aveva tentato nell'impresa, di vincere gli ostacoli posti alla sua corrispondenza dalla censura austriaca a Venezia. Quest'ultimo dovette temere seriamente per l'incolumità fisica dell'amico ed una lettera del 25 gennaio 1848, pubblicata in parte nella Vita di Niccolo Tommaseo a cura del Ciampini, ne è chiara testimonianza. La lettera dello Zecchini al Tommaseo del 7 settembre 1856 ci dà notizia invece delle vicende succedutesi negli anni trascorsi dal '49 fino a quel giorno: il 1852 lo vide medico a Dignano d'Istria, da dove, “per le calunnie di un collega”, dovette andarsene per tornare a San Vito, senza il conforto della famiglia, costretta a Dignano per la rigidezza dell'inverno e le gravi malattie che infierivano allora nella zona. Tre anni dopo, nel 1855, morì suo padre, nello stesso anno gli nacque un figlio, che perdette improvvisamente pochi mesi dopo.
Una grave epidemia di colera, scoppiata in quel periodo, gli offrì frattanto l'occasione di scriverne uno studio scientifico e di sperimentare, ottenendo risultati assai positivi, un nuovo metodo di cura fondato sul raffreddamento del corpo del malato mediante l'ingestione di ghiaccio. Alla fine del 1856 lo Zecchini si stabilì definitivamente nel paese natale e dal 1863 riprese, con intreccio serrato, il carteggio che si era arricchito di una sola lettera nel triennio '57-'59, mentre addirittura aveva taciuto fra gli anni '60-'62.
La prima edizione dell'opera maggiore dello Zecchini, i Quadri della Grecia Moderna, con un'appendice del Tommaseo di 21 pagine, è del 1864. Dell'anno seguente sono i due saggi divulgativi sul Moro: la ristampa riveduta ed ampliata della Vita di Anton Lazzaro Moro e le Indagini di A. L. Moro sull'origine dell'amarezza dell'acqua marina, ma il 1865 recò allo Zecchini un nuovo grave lutto: la morte della moglie. La seconda edizione dei Quadri accresciuti di giunte e corretti uscì nel 1866. Tre anni dopo, nel 1869 pubblicò il suo maggiore studio sul Moro: il De' crostacei libri due, con interessanti puntualizzazioni: si tratta di un'opera breve, ma organica, suddivisa in cinquanta paragrafi, alcuni dei quali contenenti intuizioni rilevanti e precorritrici di teorie geologiche moderne. Nel 1870 lo Zecchini diede alle stampe il racconto critico-storico Paragone di Miauli e Garibaldi, per il quale ebbe il ringraziamento personale del generale nizzardo da Caprera, il 3 maggio 1870.
Il 1872 portò al medico friulano la perdita crudele dell'amatissimo figlio ventottenne Alfonso, dolore dal quale non si riebbe più. Del 1873 è la pubblicazione di un Epistolario di 47 lettere, inviate da Pierviviano Zecchini nel trimestre Agosto-settembre-ottobre 1872, in occasione della morte del figlio, quasi tutte risposte a coloro i quali si condolevano con lui per il suo misero stato. Fra queste, sei sono inviate al Tommaseo, due alla nuora, una alla figlia Argentina, tre ad Iginio Clinestz, quattro a Giustiniano Nicolucci, altre a vari amici.
Nell'ultimo decennio di vita lo Zecchini non cessò di dedicarsi alla sua opera di studioso. Dopo la morte del Tommaseo tenne, per i primi tempi, i contatti con il figlio di questi, Girolamo; pubblicò ancora articoli sui giornali di Venezia e di Udine, spesso in polemica con chi, su questioni scientifiche o letterarie, si scagliava contro qualche suo amico, come ad esempio il Nicolucci o il Gorini e li difese generosamente, con veemenza, ma con cognizione di causa ed approfondimenti etimologici, con fraseggio lucido e puntuale, con arguzia e senso poetico. Coltivò negli ultimi anni anche l'oratoria, recitando nel Gabinetto di Minerva a Trieste elogi di friulani illustri e dando prova di un notevole vigore espositivo.
Le notizie documentate dell'ultimo periodo si limitano ai rapporti degli schedari delle biblioteche sulla sua opera edita, quasi nulla si può arguire per quanto riguarda il corso della sua vita privata che dovette trascorrere, dopo la morte del figlio, ed il nuovo matrimonio della nuora, in grande solitudine.
L'anagrafe di S. Vito ne registra la morte in Chions (Pordenone) il 18 giugno 1882.

## Opere pubblicate
- Sulla perniciosissima pratica degli empirici, saggio medico del filelleno P. Zecchini, Egina, Tip. Del Governo, 1830, pp. 8
- Riflessioni mediche sulla necroscopia del cadavere del Presidente della Grecia Giovanni Capodistria, memoria del Dott. P. Zecchini, Venezia, Tip. Tasso, 1832, pp. 78
- Osservazioni critiche sul trattato filosofico-sperimentale dei soccorsi terapeutici del prof. G.A.Giacomini, San Vito, 1833
- Il Bacio, prosa d'amore di P. Zecchini, Udine, Tip. Vendrame, 1837
- Esempi della virtù italiana narrate da nostri classici storici e raccolti ed ordinati con appositi riflessi, di P. Zecchini e A. Vanti, Torino, Stamperia Sociale degli Artisti Tipografici, 1843, pp. 508
- La buona volontà se non è anche forte nulla vale, San Vito, L'amico del Contadino, 1845.
- Lambro Zavella Capitano di Sulli, tragedia storica del filelleno P. Zecchini, già medico militare al servizio della Grecia, San Vito, Tip. dell'Amico del Contadino, 1846, pp. 94; II ed., Milano, Battezzati, 1858, pp. 104; IV ed., Firenze, Cellini, 1879, pp. 116
- Anton Lazzaro Moro, in "Strenna Friulana" 1846, pp. 29–56; Vita di Anton Lazzaro Moro, II ed., Padova, a cura dell'avv. Pietro Petracco, Tip. Penada, 1865, pubblicazione per nozze Rota-Zuccheri
- Sulla condizione essenziale del colera e sul metodo curativo nel suo stadio algido, Udine, Tip. Vendrame, 1855, pp. 22
- Della mummificazione artificiale e naturale ed in particolare delle mummie di Venzone, memoria del Dott. P. Zecchini, dal "Politecnico", vol. XI, Milano, settembre 1861
- Quadri della Grecia moderna, Venezia, Cecchini, 1864, in appendice alcuni scritti di Niccolò Tommaseo, pp. 451; II ed., Quadri della Grecia moderna ed altri di Niccolò Tommaseo, Venezia, Cecchini, 1866, pp. 477; III ed. con nuove aggiunte ed ampliata di un capitolo, Firenze, Tip. dell'Associazione, 1876, pp. 508
- Indagini di Anton Lazzaro Moro sull'origine dell'amarezza dell'acqua marina, esposte da P. Zecchini, Portogruaro, Tip. Castion, febb. 1865, pubblicazione per nozze Rota-Zuccheri, pp. 17
- De' crostacei libri due di Anton Lazzaro Moro, Pordenone, Tip. Gatti, 1869, pp. 198
- Paragone di Miauli e Garibaldi, racconto critico-storico-politico di P. Zecchini, Pordenone, Tip. Gatti, 1870, pp. 54; II ed. Venezia, Cecchini, 1872, pp. 46
- I laghi di Bagnarola, estratto dalla "Nuova Antologia", Firenze, marzo 1872, pp. 19
- Compilazione di alcuni studi relativi all'origine dell'uomo, del Dott. P. Zecchini, estratto dallo "Sperimentale" anno XXIV, Firenze, 1872, pp. 20
- Alcune lettere del trimestre di Agosto-Settembre-Ottobre 1872 del Dott. P. Zecchini nell'occasione della morte del figlio, Pordenone, Gatti, 1873, pp. 108
- Nelle nozze Luigi Zuccheri - Lucia Pascatti, canzoncina, Pordenone, Tip. Gatti, 1874
- Sulla cremazione dei cadaveri umani, lettera del Dott. P. Zecchini al conte Gherardo Freschi, Da "Diritto", 25 dicembre 1875
- Delle glorie della Grecia contemporanea: Besenghi degli Ughi, discorsi recitati nel Gabinetto di Minerva in Trieste nei dì 25 e 27 ottobre 1878 dal Dott. P. Zecchini, Firenze, Tip. Cellini, 1878, pp. 36
- Nelle faustissime nozze dell'istriano Giovanni Sottocorona colla sanvitese Paolina Scodellari, Epigramma, San Vito al Tagliamento, Tip. Polo, 1879, pp. 3
- Galleria triestina di persone illustri; L'onore in pericolo, discorsi recitati nel Gabinetto di Minerva in Trieste nei giorni 5 e 6 ottobre 1880 dal Dott. P. Zecchini, San Vito al Tagliamento, Tip. Polo, 1880, pp. 52
- La gloria e particolarmente riguardo alla colonna Vendome, Firenze, Cellini, 1881, pp. 16